# Busby Racing
Le Busby Racing était une écurie de sport automobile américaine. Elle avait été fondée en 1971 par Jim Busby (de). Durant ces années, l'écurie participa au Championnat IMSA GT. Son plus grand fait d'arme a été une victoire aux 24 Heures de Daytona 1989.

## Histoire

### Saison 1985
Le Busby Racing a fait rouler de nombreuses Porsche 962 dans le Championnat IMSA GT. Les premières acquisitions de l'écurie ont été les châssis 962-106, et 962-108 qui ont couru aux 24 Heures de Daytona 1985 sous les couleurs de BF Goodrich. Cette première course fut la dernière pour le châssis 962-108 qui a été détruite durant la course. À la suite de cela, pour la seconde manche du Championnat IMSA GT 1985, le Busby Racing a acheté au John Fitzpatrick Racing le châssis 962-105, qui avait préalablement participé au Championnat du monde des voitures de sport 1984. Afin de pouvoir rouler dans le Championnat IMSA GT, la voiture a subi des modifications afin de répondre à la réglementation.

### Saison 1986
Pour cette nouvelle saison, le Busby Racing a de nouveau engagé deux voitures dans le Championnat IMSA GT 1986 sous le nom d'un de ses partenaires, la société BFGoodrich. La société de détecteur de radar Escort avait également accompagné l'écurie en tant que partenaire. La n°67 avait été principalement pilotée par le duo de pilotes américains Jim Busby (de) et John Morton tandis que la n°68 avait été principalement pilotée par le pilote américain Darin Brassfield (en) et le pilote allemand Jochen Mass. Le championnat a débuté avec les Porsche 962 qui avaient fini le championnat précédent, c'est-à-dire les châssis 962-105 et 962-106. Pour la première manche du championnat, les 24 Heures de Daytona 1985, l'écurie avait reçu les renforts du pilote néerlandais Jan Lammers ainsi que du britannique Derek Warwick. Cette course s'était bien déroulée pour la n°67 car celle-ci avait bouclé l'épreuve en 3e position. Pour la n°68, ce ne fut malheureusement pas le cas car la voiture a fini en 12e position pour cause d'accident. Pour la seconde manche du championnat, le Grand Prix de Miami, seule une voiture de l'écurie a réalisé le déplacement, la n°67. Une course à oublier pour l'écurie qui abandonna au 78e tour. Pour la troisième manche de la saison, les 12 Heures de Sebring 1986, c'est de nouveau avec deux voitures que l'écurie se présenta à l'épreuve. Pour cette course, le Busby Racing avait également fait débuter une nouvelle Porsche 962, le châssis 962-119. Le pilote argentin Oscar Larrauri avait également rejoint l'écurie. Malheureusement, à la suite d'un accident, cette nouvelle voiture ne participa pas à la course. Pour la n°67, après sa 3e place aux 24 Heures de Daytona 1986, elle progressa pour finir en 2e position des 12 Heures de Sebring 1986. Durant le reste de la saison, les performances les plus remarquables du Busby Racing avaient été des 2e place lors des Riverside 6 Heures de Riverside, les 3 Heures de West Palm Beach, les 500 Kilomètres de Columbus ainsi qu'une 3e place lors des 3 Heures de Daytona.

### Saison 1987
En 1987, le châssis 962-108 a fait son retour au sein du Busby Racing à la suite d'une réparation. Le numéro du châssis est alors devenu le 962-108B. Cette voiture n'a pas eu plus de chance que la précédente car elle fut de nouveau détruite à Sears Point à la suite d'un accrochage avec une autre voiture.

### Saison 1988
En 1998, le châssis 962-108C a fait son retour au sein du Busby Racing à la suite d'une réparation. Le numéro du châssis est alors devenu le 962-108C,,,,. Ce châssis monta ensuite sur la seconde marche du podium des 24 Heures de Daytona 1988 et remporta ensuite les 24 Heures de Daytona 1989.

### Saison 1989
La dernière Porsche 962 qu'a fait rouler le Busby Racing est un châssis développé par le Holbert Racing, le 962-HR07, et a été loué pour participer aux 24 Heures de Daytona 1989. Cette opération ne s'était malheureusement pas soldée par un succès car la voiture abandonna.

## Résultats en compétition automobile

### 24 Heures de Daytona
| Année | Copilotes                                                      | Voiture     | Moteur                                     | Classe | Pneus | Tours | Pos. | Class Pos. |
| ----- | -------------------------------------------------------------- | ----------- | ------------------------------------------ | ------ | ----- | ----- | ---- | ---------- |
| 1985  | Jim Busby (de) Rick Knoop (de) Jochen Mass                     | Porsche 962 | Porsche Type 962/71 3,2 l Flat-6 Turbo K36 | GTP    | BF    | 674   | 3e   | 3e         |
| 1985  | Pete Halsmer (en) Dieter Quester John Morton                   | Porsche 962 | Porsche Type 962/71 3,2 l Flat-6 Turbo K36 | GTP    | BF    | 107   | Abd. | Abd.       |
| 1986  | Derek Warwick Darin Brassfield (en) Jim Busby (de) Jochen Mass | Porsche 962 | Porsche Type 962/71 3,2 l Flat-6 Turbo     | GTP    | BF    | 711   | 3e   | 3e         |
| 1986  | Jan Lammers John Morton Derek Warwick Jochen Mass              | Porsche 962 | Porsche Type 962/71 3,2 l Flat-6 Turbo     | GTP    | BF    | 512   | 12e  | 5e         |
| 1987  | Bob Wollek Jim Busby (de) Darin Brassfield (en)                | Porsche 962 | Porsche Type 962/72 3,0 l Flat-6 Turbo     | GTP    | BF    | 89    | Abd. | Abd.       |
| 1988  | Bob Wollek Mauro Baldi Brian Redman                            | Porsche 962 | Porsche Type 962/72 3,0 l Flat-6 Turbo     | GTP    | BF    | 727   | 2e   | 2e         |
| 1989  | Bob Wollek Derek Bell John Andretti                            | Porsche 962 | Porsche 3,0 l Flat-6 Turbo                 | GTP    | BF    | 621   | 1re  | 1re        |
| 1989  | Mario Andretti Michael Andretti                                | Porsche 962 | Porsche 3,0 l Flat-6 Turbo                 | GTP    | BF    | 237   | Abd. | Abd.       |

## Pilotes
- John Andretti (1989)
- Mario Andretti (1989)
- Michael Andretti (1989)
- Mauro Baldi (1988)
- Derek Bell (1989)
- Darin Brassfield (en) (1986-1987)
- Steve Bren (en) (1989)
- Jim Busby (de) (1985-1987)
- Wally Dallenbach Jr. (1986-1987)
- Pete Halsmer (en) (1985)
- Jeff Kline (de) (1989)
- Rick Knoop (de) (1985)
- Jan Lammers (1986)
- Oscar Larrauri (1986)
- Jochen Mass (1985-1986)
- John Morton (1985-1986)
- Dieter Quester (1985)
- Brian Redman (1988)
- Derek Warwick (1986)
- Bob Wollek (1987-1989)